# フリントロック式

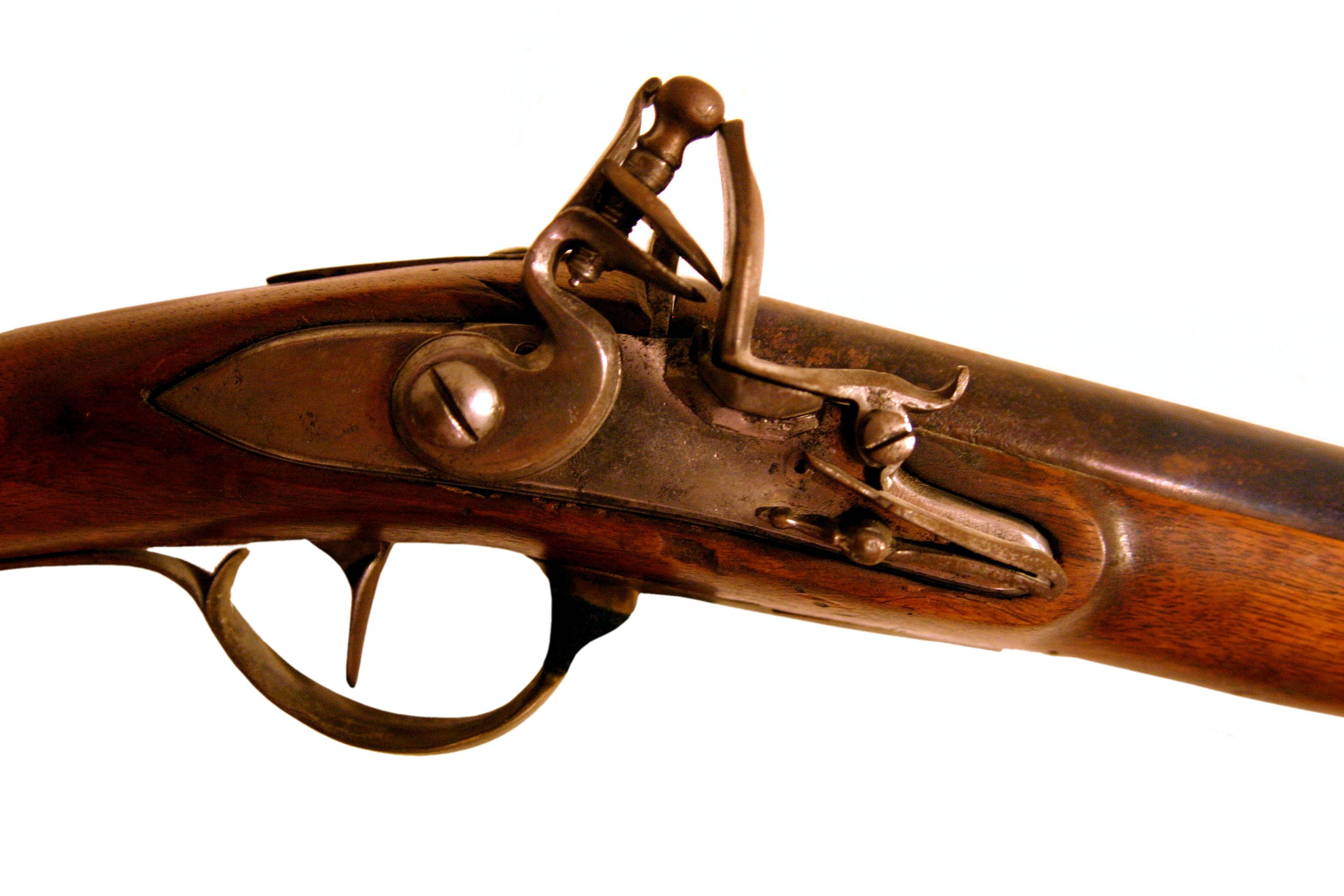
18世紀に使用されていた猟銃のフリントロック。燧石は挟まれていない。

フリントロック式（フリントロックしき、Flintlock）、燧発式（すいはつしき）または燧石式（すいせきしき）とは、マスケット銃などの火器で使われた点火方式の1つ。
開発された時期については諸説あるが、フランス人のマラン・ル・ブールジョワ（Marin le Bourgeoys）によって17世紀の初頭に完成された、とする説が有力である。
ここでいう「完成された」とは、装填時の暴発を防止するハーフコックの機能を備えたという意味で、それ以前にあったジャコビニアンロック等とはその点で区別される。
1840年頃から、より信頼性の高いパーカッションロック式（雷管式）に置き換えられた。

## 仕組み

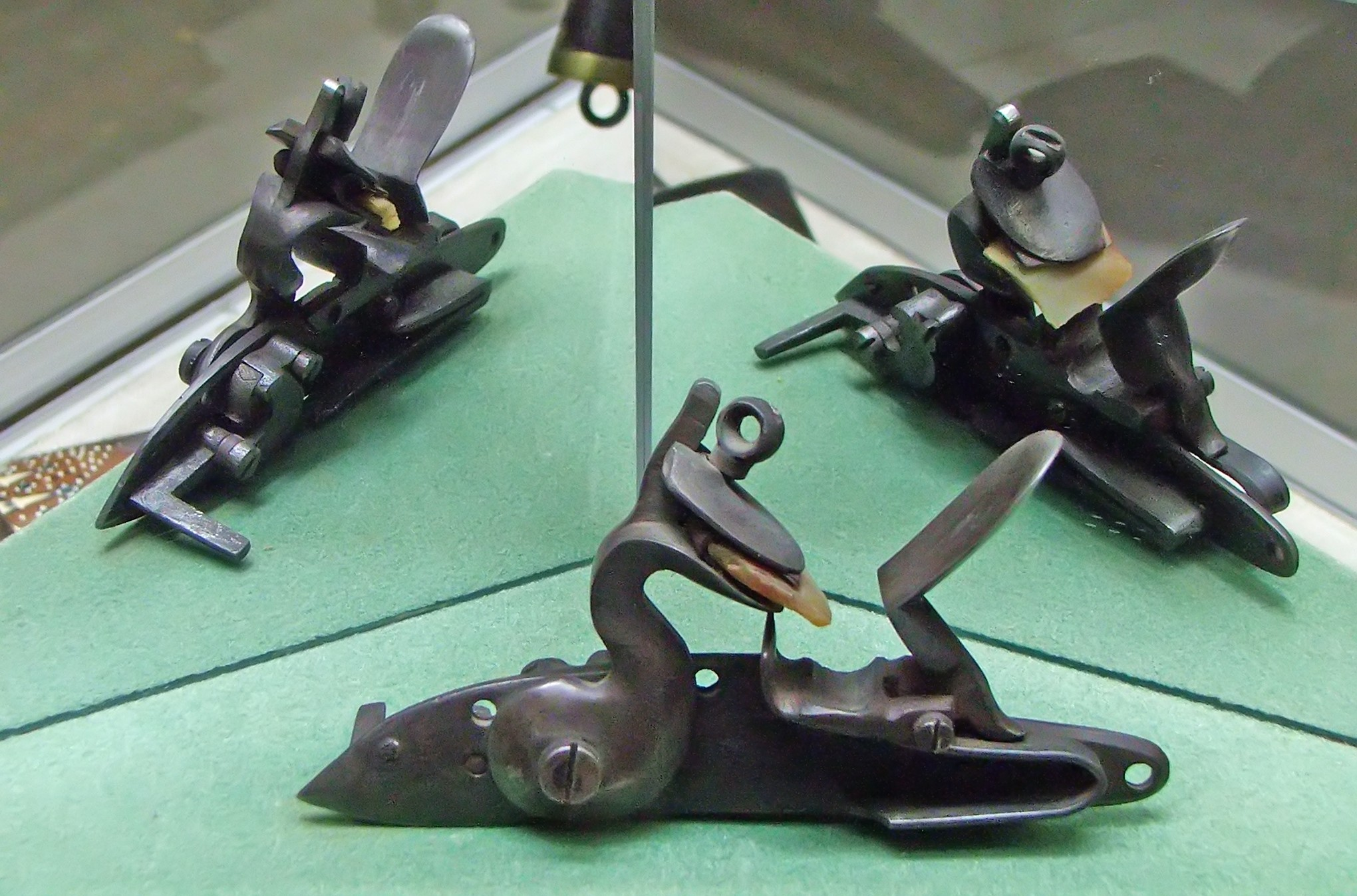
フリントロックを多方向からみた図

大まかな仕掛けはマッチロック式（火縄銃）と変わりない。大きく違うのは次の三点である。
- 撃鉄（hammerまたはcock）の先端に火縄ではなくフリント（燧石）が取り付けられている[4]。
- 火蓋 (pan cover) と当たり金 (striking surface, striking steel) を兼ねたL字型のフリズン（frizzen）がある。
- フリズンを閉じるばねがある。

発砲までの操作・動きは以下のとおりである。
- 銃口から装薬と弾丸を詰める（火縄銃と同じ）。
- 撃鉄を少し起こして、ハーフコック・ポジションにする。一種の安全装置でありハーフコック・ポジションでは引き金を引けない。
- この状態でフリズンを開け、火皿（panまたはflash pan）に点火薬（伝火用の火薬）を入れた後にフリズンを閉じる（火皿に点火薬を入れるのは火縄銃と同じ）[5]。
- 撃鉄をさらに起こしてコック・ポジションにする。これで発砲準備は完了。
- 引き金を引く。
- フリントを取り付けた撃鉄が作動して、フリントがフリズンの当たり金とこすれ火花を発する。
- 同時にその衝撃でフリズンが開く。
- 火花によって火皿の点火薬に伝火され、さらに銃身に開けられた火門（touch hole）を通って銃身内の装薬が燃焼する（火縄銃と同じ）[6]。
- 弾丸が発射される。

## 利点

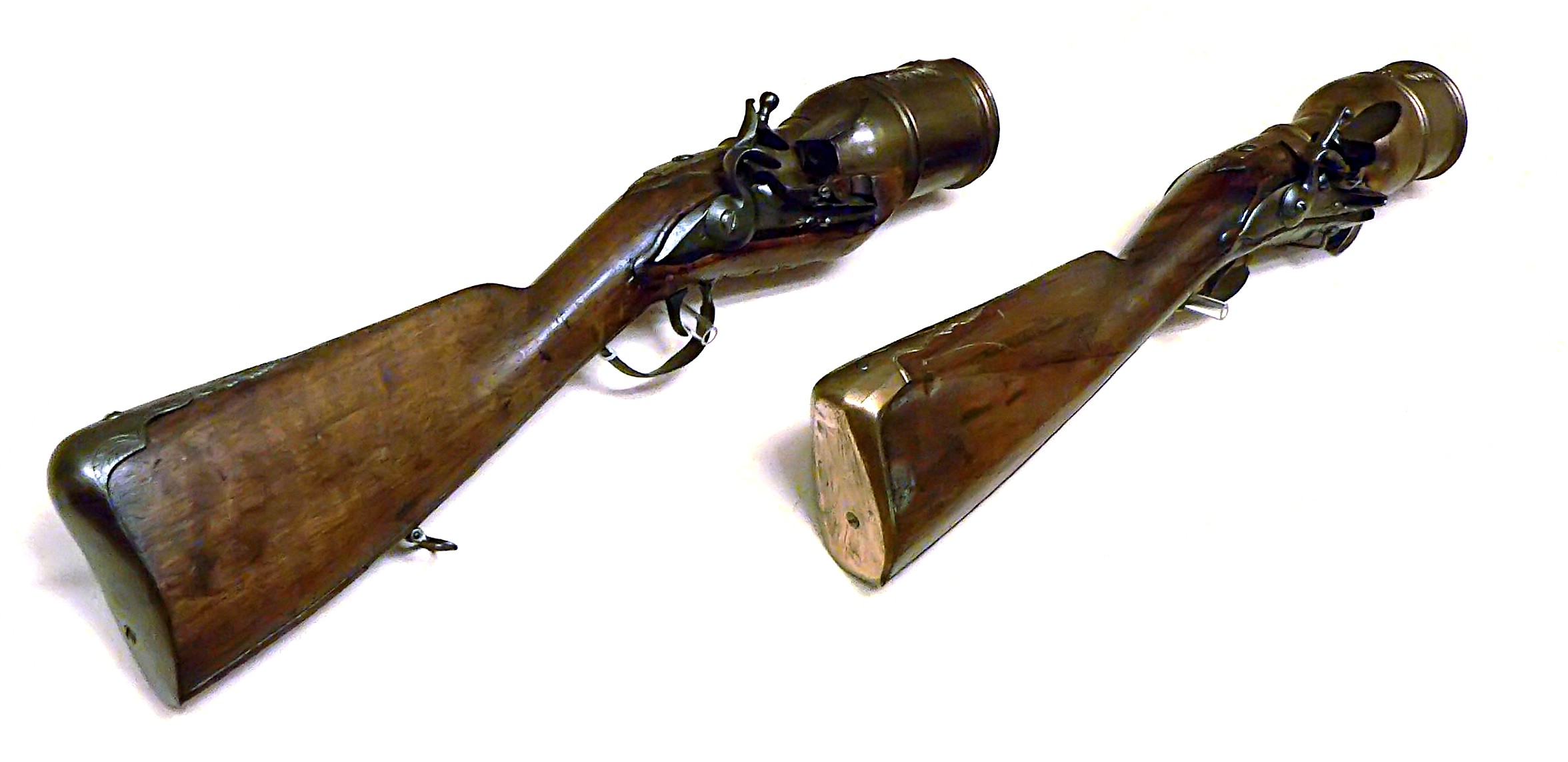
19世紀のフランス製フリントロック式グレネードランチャー

- 先行して登場していたホイールロック式は複雑で信頼性が低く、その高価格からあまり普及せず、それ以前のマッチロック式（火縄式）が主流のままであった。しかし、フリントロック式は単純な構造で、広く普及した。
- マッチロック式に似た単純さにより安価で製造でき、射撃時火蓋を開ける必要も無いなど射撃間隔も縮めることが出来るため、各国は進んでこの技術を取り入れていった。
- マッチロック式の場合は密集すると、隣の射手の銃の火縄から引火する危険があったのに対し、フリントロック式は火種を使わないため射手がより密集する事が可能であるため、集団戦には効果的であり、より実戦的であった。

また火種を使わず、さらに火蓋を閉じたまま射撃体勢にかかることが出来るため、天候の影響が小さいのも大きな長所である。

## 欠点
- 数発発砲すると、フリント（燧石）と当たり金の相性が変化し、不発を起こし易くなるため、撃鉄のねじツマミを緩めてフリントの当たり具合を調整し直す必要が生じてくることが欠点とされる。このためか、初期のフリントロック式マスケット銃はマッチロック式のそれに比べ口径が小さい傾向にあり、フランスでは1653年に歩兵用フリントロック式銃の廃止が決定されたこともある（もっとも現場ではまるで遵守されず、同世紀に撤回された）[7]。
- 火種ではなく火花に頼っているため不発の可能性も残っており、さらに火蓋を当たり金と一体化させて無くしてしまったため暴発の問題も付きまとうなど、信頼性の面では劣った。そのため、マッチロック式が完全に駆逐されることは無いばかりか、一部地域では主流のままであり続けた。[8]

## 日本におけるフリントロック式
日本では、江戸時代に、現物が輸入されたり書物から得た知識として「火打ちからくり」等の名で知られ、また、一部の鉄砲鍛冶による試作品も今に伝えられている。しかし日本産の燧石（火打石）は発火の火花が弱く銃向きでない事から採用されなかったと云われる。また既に平和な時代になっていた事から、集団戦向きであるという長所が理解されず、むしろ射撃術が個人技になっている状況から、マッチロック式（火縄式）の中でも特に命中精度が良い瞬発式火縄銃が引き続き使用され続けた。
なお、フリントロック式の技術そのものは当時の日本でも十分に導入可能なものであり、応用製品としてこの機構をそっくり借用したライターが平賀源内などによって、「刻みたばこ用点火器」の名で製造されている。

## ガンロック
ガンロックは、フリントロックを利用した大砲の点火機構である。それらは海軍砲術の大幅な技術革新であり、1745年には最初にイギリス海軍で使用されていた。これは旧式の砲に後付けができなかったので、それらの使用は徐々に普及した。フランス側は一般的にトラファルガーの海戦の時までにそれらを採用していなかった。それまでは先端に火縄を取り付けた点火棒で火門に緩く詰めた導火薬に点火するやり方であり、点火には砲の反動を避けるため横から行わなければならず点火棒の操作と発射まで顕著な遅延があり、危険な上に揺れる船上での正確な射撃は不可能であった。
ガンロックは、拉縄を引くことで作動した。砲手は砲の後方で反動から安全な場所に位置し、船の横揺れによって砲弾が海面に落下したり敵船上を飛び越えること無く砲が敵船を捉えた時に発射することができた。砲弾は主装薬の袋に火門を通して貫通した、導火薬を充填した中空の軸によって点火され、従来の緩く詰めた導火薬を使用した時より安全かつ迅速に行うことができた。
ガンロックの導入後、点火棒は予備の発射手段としてのみ保持された。

## 様々な亜種

### スナップハンスロック式
スナップハンスロック式 (Snaphance lock, Snaphaunce, Snaphaan) は1550年代末頃にオランダ・スペイン・スウェーデン・ドイツ等のうちのいずれかの国で開発されたと考えられている。フリントロック式との違いは当たり金と火皿蓋が独立している点である。
自動で火蓋を開く機構があるため構造は複雑で比較的高価ではあるが、この機構が登場する以前のホイールロック式よりは安価であったことから、イギリスやロシアなどでは普及した。しかし、程なくL字型の当たり金に火皿蓋を兼ねさせる、構造が簡単で安価なミクェレット式が開発されたために取って代わられた。

### ミカレットロック式
ミカレットロック式 (Miquelet lock, Miguelets, Migueletes) は1580年ごろにスペインで発明された。スナップハンス式からの改良点は、L字型の当たり金に火皿蓋を兼ねさせ、火皿蓋をスライドさせる独立した機構を省いた点で、構造が大幅に簡略化された。ただし、後に登場するフリントロック式と異なり撃発用のばねが機関部の外に露出している（火皿蓋用のばねは内蔵されているものが多い）。
発火機構を直接制御するばねが二つとも剥き出しなため暴発しやすくはあったが、安価でメンテナンスも容易なため、フリントロック式の普及後もスペインやオスマン帝国など地中海南部を中心として使われ続けた。

#### 語源
ミケレッツ（カタルーニャ語：Miquelets）もミゲレテス（スペイン語: Miquelete）もカタルーニャ地方の山岳兵を意味する言葉である。

### ドッグロック式
ドッグロック式 (Dog lock) とはフリントロック式の撃鉄根元に鉤状の安全装置をつけ、暴発の危険性を減らした機構である。イギリスや、北米の13植民地などで使用された。